# 屏山紫珠
屏山紫珠（学名：Callicarpa pingshanensis）为马鞭草科紫珠属的植物，为中国的特有植物。分布在中国大陆的四川等地，生长于海拔700米至1,600米的地区，见于山地林中，目前尚未由人工引种栽培。

## 别名
空壳树（四川）